# La familia Pepe
La família Pepe és una sèrie de còmic creada l'any 1947 per Juan García Iranzo per a la revista Pulgarcito de l'Editorial Bruguera. Va ser la sèrie sobre famílies més famosa dels còmics de la postguerra, juntament amb La família Ulisses de Benejam.

## Característiques
La família Pepe, es diferencia de la majoria de les sèries de l'Escola Bruguera per una sèrie de trets:
- No incideix en la  crítica costumista, sinó en el deliri i la reducció a l'absurd.[2]

- La tipologia dels seus protagonistes remet a models  madrilenys més que  barcelonins.[1]

## Personatges
Don Pepe, Un senyor molt baix, força calb, bigotis espectaculars i un rostre que reflectix el seu teòric mal caràcter. Quasi sempre vesteix un vestit negre, corbatí, porta barret fort i un bastó.
Doña Pepa, aquesta dona a diferència de Don Pepe, és alta i de complexió grossa, de rostre agradable, amb una cabellera espessa i morena. La seva indumentària destaca pels seus cridaners barrets i els vestits de lunars.
Pepito es l'únic fill de la família, es un noi feliç i fill únic de la família. Un noi feliç i molt punyent en els seus comentaris.